# Corona di Eric XIV di Svezia

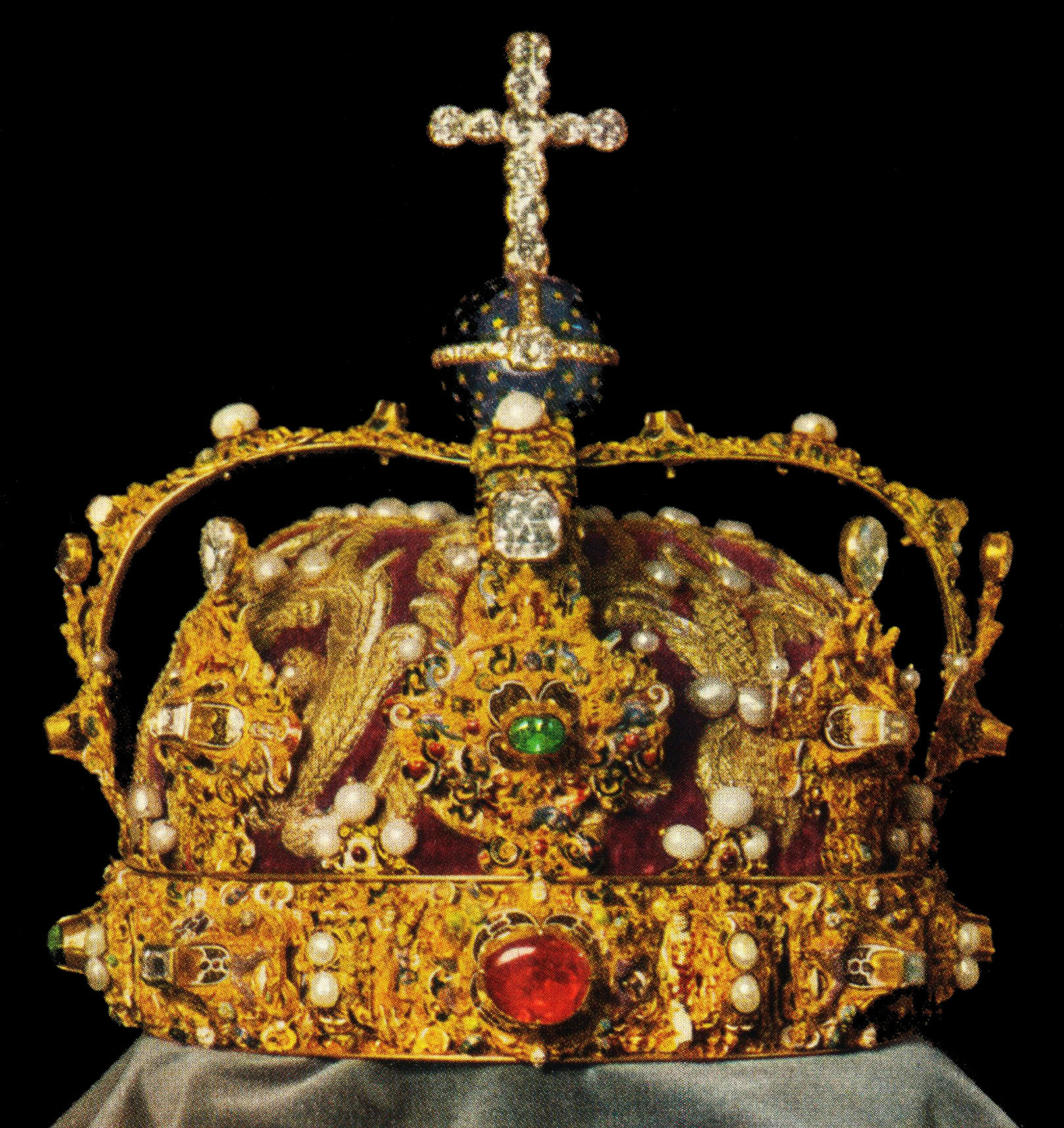
La corona di Eric XIV di Svezia.

La corona di Eric XIV di Svezia venne realizzata a Stoccolma nel 1561 dall'orafo Cornelius ver Weiden in occasione dell'incoronazione del re Eric XIV di Svezia.
Attualmente è custodita nel tesoro del Palazzo Reale di Stoccolma insieme agli altri regalia svedesi.